# Решетилівський район
Решети́лівський райо́н — колишня адміністративно-територіальна одиниця у Полтавській області України з адміністративним центром у місті Решетилівка.

## Географія
Район розташований у центральній частині Полтавської області, районний центр Решетилівка. Межує з Полтавським, Новосанжарським, Кобеляцьким, Козельщинським, Глобинським, Великобагачанським, Шишацьким, Диканським районами.
Поверхня району рівнинна, ґрунти чорноземні, є запаси нафти, природного газу, торфу, поклади піску, глин.
Загальна площа району становить 1009,8 км². Площа лісів 4,1 тис. га, в яких переважають сосна, вільха, дуб, осика.
На території району є 13 природоохоронних об'єктів загальною площею 1794,3 га. Зокрема, орнітологічний заказник загальнодержавного значення «Михнівський» площею 450 га (створений у 1980 році згідно з Постановою Ради Міністрів УРСР від 25.02.80 р № 132). Територія заказника розташована між селами Михнівка та Фрунзівка. Перебуває у віданні М'якенківської та Шевченківської сільських рад.
Функціонують також ботанічний заказник місцевого значення «Новодиканський» (50,9 га; 1995), в якому ростуть 4 види рослин, що занесені до «Червоної книги України», гідрологічний заказник місцевого значення «Калениківський» (114,2 га; 2013), ландшафтні заказники місцевого значення «Гарячківський ліс» (365,8 га; 1993), «Щербаки» (289,2 га; 1995), «Кузьменки» (269,5 га; 1995) та «Демидівський» (150 га; 2010). Є 2 заповідних урочища — «Кут» (38,1 га; 1998; с. Сухорабівка) і «Дубина» (65,5 га; 2010; смт. Решетилівка) та чотири пам'ятки природи (дуби черешчаті віком понад сто років) в селах Великий Бакай (0,3 га/1 шт.; 1995), Коржі (0,25 га/1 шт.; 1995), Лобачі (0,25 га/3 шт.; 1995), урочищі Шарлаї (0,3 га/1 шт.; 1995).
З півночі на південний захід район перетинає р. Говтва, на західній межі району — р. Псел, а на сході — р. Полузір'я.

## Історія
Утворений район 7 березня 1923 року, у сучасних межах з 1966 року. Центр — селище Решетилівка, розташована на р. Говтва, при злитті її складових частин — Вільхової та Грузької Говтви, за 40 км від обласного центру — м. Полтави та за 10 км від залізничної станції «Решетилівка» — с. Жовтневе. Через селище проходять автотраси Київ-Харків та Диканька-Горішні Плавні.
Перша документальна згадка про селище Решетилівка датується 01 травня 1638 року у зв'язку з селянсько-козацьким повстанням під проводом Дмитра Гуні та Якова Острянина. Другою за часом писемною згадкою про Решетилівку є її позначення на Генеральній карті відомого французького інженера і картографа Гійома Левассера де Боплана, надрукованій у Гданську 1648 року.
Важливу роль у розвитку Решетилівки відіграли ярмарки, яких тут щороку відбувалось по 4.
05.02.1965 Указом Президії Верховної Ради Української РСР передано Говтвянську сільраду Решетилівського району до складу Кременчуцького району.

## Адміністративний поділ
До складу району входять Решетилівська міська рада і 18 сільських рад, які об'єднують 80 населених пунктів.

## Економіка
На території району веде господарську діяльність 21 сільськогосподарське підприємство (16 — ТОВ, 2 — ПАФ, 2 — ПОСП та 1 — АФ), загальна площа земель в користуванні яких становить понад 47 тис. га, а також 82 фермерські господарства, які господарюють на майже 11,2 тис. га сільськогосподарських угідь.
В районі діє 6 промислових підприємств: ПП «Решетилівський маслозавод», ТОВ «Століт Полтава», ТОВ «Решетилівський цегельний завод», ТОВ «Решетилівський хлібзавод», ТОВ УВК «Полагросервіс», ТОВ «Агротехсервіс».
Налічується 327,8 км доріг з твердим покриттям. Населенню надають послуги районний вузол поштового зв'язку, що має 26 поштових відділень та ЦЕЗ № 7 Полтавської дирекції УДПЕЗ «Укртелеком», на обслуговуванні якого 5741 абонентів телефонного зв'язку.

## Транспорт
Районом проходять автошляхи E40М03.та Н 31.

## Населення
Розподіл населення за віком та статтю (2001):
| Стать | Всього | До 15 років | 15-24 | 25-44 | 45-64 | 65-85 | Понад 85 |
| --- | ------ | ----------- | ----- | ----- | ----- | ----- | -------- |
| Чоловіки | 13 445 | 2793        | 1668  | 4182  | 3108  | 1616  | 78       |
| Жінки | 16 255 | 2631        | 1867  | 4308  | 3652  | 3373  | 424      |
| \| Статево-вікова піраміда \| Статево-вікова піраміда \| Статево-вікова піраміда \| \| ----------------------- \| ----------------------- \| ----------------------- \| \| Чоловіки \| Вік \| Жінки \| \| 78 \| 85 + \| 424 \| \| 134 \| 80-84 \| 539 \| \| 351 \| 75-79 \| 1026 \| \| 568 \| 70-74 \| 1057 \| \| 563 \| 65-69 \| 751 \| \| 988 \| 60-64 \| 1298 \| \| 485 \| 55-59 \| 680 \| \| 781 \| 50-54 \| 812 \| \| 854 \| 45-49 \| 862 \| \| 1187 \| 40-44 \| 1166 \| \| 1190 \| 35-39 \| 1159 \| \| 956 \| 30-34 \| 1080 \| \| 849 \| 25-29 \| 903 \| \| 764 \| 20-24 \| 821 \| \| 904 \| 15-20 \| 1046 \| \| 1259 \| 10-14 \| 1195 \| \| 910 \| 5-9 \| 852 \| \| 624 \| 0-4 \| 584 \| |        |             |       |       |       |       |          |
| Статево-вікова піраміда |        |             |       |       |       |       |          |
| Чоловіки | Вік    | Жінки       |       |       |       |       |          |
| 78 | 85 +   | 424         |       |       |       |       |          |
| 134 | 80-84  | 539         |       |       |       |       |          |
| 351 | 75-79  | 1026        |       |       |       |       |          |
| 568 | 70-74  | 1057        |       |       |       |       |          |
| 563 | 65-69  | 751         |       |       |       |       |          |
| 988 | 60-64  | 1298        |       |       |       |       |          |
| 485 | 55-59  | 680         |       |       |       |       |          |
| 781 | 50-54  | 812         |       |       |       |       |          |
| 854 | 45-49  | 862         |       |       |       |       |          |
| 1187 | 40-44  | 1166        |       |       |       |       |          |
| 1190 | 35-39  | 1159        |       |       |       |       |          |
| 956 | 30-34  | 1080        |       |       |       |       |          |
| 849 | 25-29  | 903         |       |       |       |       |          |
| 764 | 20-24  | 821         |       |       |       |       |          |
| 904 | 15-20  | 1046        |       |       |       |       |          |
| 1259 | 10-14  | 1195        |       |       |       |       |          |
| 910 | 5-9    | 852         |       |       |       |       |          |
| 624 | 0-4    | 584         |       |       |       |       |          |

Національний склад населення за даними перепису 2001 року:
| Національність | Кількість осіб | Відсоток |
| -------------- | -------------- | -------- |
| українці       | 28420          | 95,68 %  |
| росіяни        | 810            | 2,73 %   |
| молдовани      | 199            | 0,67 %   |
| білоруси       | 79             | 0,27 %   |
| вірмени        | 43             | 0,14 %   |
| інші           | 151            | 0,51 %   |

Мовний склад населення за даними перепису 2001 року:
| Мова       | Кількість осіб | Відсоток |
| ---------- | -------------- | -------- |
| українська | 28628          | 96,38 %  |
| російська  | 808            | 2,72 %   |
| молдовська | 139            | 0,47 %   |
| білоруська | 30             | 0,10 %   |
| вірменська | 25             | 0,08 %   |
| інші       | 72             | 0,24 %   |

Кількість населення району станом на 1 січня 2013 року становить 26,9 тис. чоловік, із них: сільського населення — 17,5 тис. чоловік, міського — 9,4 тис. чоловік.
| Рік          | Сільське населення | Міське населення | Повне населення |
| ------------ | ------------------ | ---------------- | --------------- |
| 1 січня 2000 | 20400              | 9500             | 29900           |
| 1 січня 2013 | 17500              | 9400             | 26900           |

## Соціальна сфера
В районі функціонують ЦРЛ (Центральна районна лікарня),  ЦПМСД (Центр первинної медико-санітарної допомоги), 4 дільничних лікарні, 2 дільничних медичних амбулаторії, 33 ФАПи і 2 оздоровчих пункти.
До системи навчальних закладів району входять 26 загальноосвітніх шкіл, із них I ступеня — 3, I—II ступенів — 11, I—III ступенів — 12; 22 — дошкільних закладів; Аграрний професійний ліцей ім. І. Г. Боровенського та Художній професійний ліцей; Решетилівський районний центр туризму і краєзнавства учнівської молоді; Решетилівський районний Будинок дитячої та юнацької творчості; дві дитячо-юнацьких спортивних школи.
Діє 36 клубних заклади, 27 бібліотек, краєзнавчий музей, музеї в навчальних закладах, центр культури і дозвілля «Оберіг», дитяча школа мистецтв.

## Політика
25 травня 2014 року відбулися Президентські вибори України. У межах Решетилівського району було створено 38 виборчих дільниць. Явка на виборах складала — 67,70 % (проголосували 14 588 із 21 547 виборців). Найбільшу кількість голосів отримав Петро Порошенко — 54,11 % (7 893 виборців); Олег Ляшко — 14,64 % (2 136 виборців), Юлія Тимошенко — 13,74 % (2 005 виборців), Анатолій Гриценко — 4,44 % (647 виборців), Сергій Тігіпко — 3,39 % (495 виборців). Решта кандидатів набрали меншу кількість голосів. Кількість недійсних або зіпсованих бюлетенів — 0,84 %.

## Пам'ятки
- Пам'ятки монументального мистецтва Решетилівського району
- Пам'ятки історії Решетилівського району

## Відомі люди
Невід'ємною частиною району є його видатні особистості, серед яких:
- Горліс-Горський Юрій (народ. в с. Демидівка), видатний український військовий та громадський діяч, письменник, старшина Армії УНР. Автор історичного роману «Холодний Яр»;
- Біленький Іван Михайлович (народ. в Решетилівці у 1894 році — ?), кошовий отаман, ватажок козацько-селянського повстанського загону, що боровся у 1920—1921 роках проти більшовицько-московського терору на території Полтавського повіту;
- Оверченко Данило (народився в Решетилівці, роки життя невідомі) — отаман, ватажок повстанського загону у Решетилівці, що боровся у 1920 році проти московсько-більшовицьких військ. У жовтні 1920 року приєднався до повстанського загону Андрія Левченка;
- Христовий Микола Олексійович (1897, с. Паськівка — 1937), редактор газети «Боротьбист» — офіційного органу Полтавської губернської організації Української партії комуністів-боротьбистів. Розстріляний 1937 року як «брат отамана» Леонтія Христового;
- Товстуха Леонід Самійлович — народний художник України, лауреат Державної премії ім. Т. Г. Шевченка;
- Бабенко Надія Несторівна — заслужена майстриня народної творчості УРСР, лауреат Державної Премії УРСР імені Тараса Шевченка[5], член спілки майстрів народного мистецтва;
- Єфремова Домна Федосіївна — українська килимарниця, заслужена майстриня народної творчості УРСР, лауреат Державної Премії УРСР імені Тараса Шевченка;
- Мусійко Олександр Самсонович — селекціонер, член-кореспондент ВАСГНІЛ, лауреат Сталінської та Ленінської премій, кавалер ордена Леніна, інших радянських державних нагород;
- Ковінька Олександр Іванович, письменник-гуморист;
- Дмитренко Олексій Максимович, письменник;
- Дереч Дмитро Григорович, письменник;
- Пільгук Іван Іванович, письменник;
- Маценко Іван Антонович, письменник;
- Слюсар Вадим Іванович (народ. в с. Колотії Решетилівського району), доктор технічних наук, професор, Заслужений діяч науки і техніки України;
- На Решетилівській фабриці художніх виробів працюювали заслужені вишивальниці Василенко О. М., Михайло М. П., Бебко А. Ф., Єфремова Д. Ф., Бондарець Г. С.